# نعومي ألتمان
نعومي ألتمان (بالإنجليزية: Naomi Altman)‏ هي عالمة إحصاء معروفة بعملها على تجانس وانحدار النواة، ومهتمة بتطبيقات الإحصاء للتعبير الجيني، وهي أستاذة الإحصاء في جامعة ولاية بنسلفانيا، وكاتبة عمود منتظمة في "نقاط مستوى المعنوية" في طرق الطبيعة.